# Harriet Taylor (remadora)
Harriet Alexandra Emily Taylor (Sunningdale, 12 de fevereiro de 1994) é uma remadora britânica.

## Carreira
Taylor nasceu em fevereiro de 1994, filha de Andrew e Helen Taylor, de Sunningdale, Inglaterra. Ela frequentou a Sir William Perkins's School em Chertsey. Depois de receber apenas algumas ofertas após o ensino médio, ela foi para o Melbourne University Boat Club na Austrália, onde se encontrou com os treinadores de Syracuse e foi para Syracuse, Nova York.
Taylor fez parte da seleção britânica sub-23, onde conquistou a medalha de bronze no Campeonato Mundial de Remo em 2015. Ela ganhou uma medalha de prata no oito no Campeonato Europeu de Remo de 2019. Em 2021, ela ganhou uma medalha de bronze europeia no quatro sem timoneiro em Varese.
Nos Jogos Olímpicos de Verão de 2024, em Paris, conquistou a medalha de bronze na competição de oito com feminino, ao lado de Annie Campbell-Orde, Holly Dunford, Emily Ford, Lauren Irwin, Heidi Long, Rowan McKellar, Eve Stewart e Henry Fieldman com o tempo de 5:59.51.